# Nicolaus Feyerabend
Nicolaus Feyerabend (* um 1350; † nach 1413) war Zimmermann und Baumeister der Marienburger Nogatbrücke. In den Quellen wird der Name auch Niclas oder Niclus Feyerobund, Fyerobund oder Vyerobund geschrieben.

## Leben
Feyerabends Familie dürfte aus Schlesien stammen und um 1400 den führenden Zimmereibetrieb in Marienburg besessen haben. 
Er wurde jedenfalls vom Deutschen Ritterorden regelmäßig mit der Instandhaltung der strategisch wichtigen Brücke über die Nogat beauftragt, welche die Stadt mit der auf der anderen Stromseite liegenden Ordensburg verband.
Die erste Nogatbrücke war zwischen 1335 und 1340 errichtet worden und war Eigentum des Deutschen Ordens. Auf der Schloßseite wurde sie durch das Brückentor, auf der Gegenseite durch den Brückenkopf Vogelsang geschützt.
Als die immer wieder durch Hochwasser und Eisgang beschädigte Brücke im Jahre 1405 einer Generalüberholung bedurfte, wurde Feyerabend vom Orden beispielsweise in das polnische Masowien gesandt (welches Hauptlieferant für Waldprodukte nach Preußen war), um das nötige Holz zu erwerben und zurechtzuschneiden, wofür er laut Rechnungsbuch für damalige Verhältnisse fürstlich entlohnt wurde: „Item 2 m. Niclas Fyerobund deme zymmermanne gegeben, der das holz us der Mazow zur Nogothbrucke ken Mariemburg schiscken sal“ bzw. „Item 30 m., die Niclus Vyerobund entpfangen hat of die Nogotbrucke“.
Allerdings war dem restaurierten Bauwerk keine lange Nutzungszeit vergönnt, da sich das Ordensheer nach der Niederlage in der Schlacht bei Tannenberg im Juli 1410 nach Marienburg zurückzog und der Komtur Heinrich von Plauen, welcher mit allen verfügbaren Kräften deren Verteidigung organisieren musste, nicht nur die Schlossbefestigungen verstärken, sondern auch die Stadt niederbrennen und die Nogatbrücke abreißen ließ.
Nachdem die Marienburg (im Gegensatz zum restlichen Ordensland) der bis September 1410 andauernden Belagerung standgehalten hatte und die polnischen Truppen abgezogen waren, wurde Feyerabend mit der Errichtung einer neuen Brücke beauftragt.
Feyerabend stellte die auf elf Pfahlreihen gestützte Konstruktion im Jahre 1413 fertig. Diese wurde von König Kasimir IV. Jagiello im Jahre 1466 der Stadt übergeben und blieb bis zum Abbau ihrer Reste im Jahre 1743 im Betrieb.